# Жовточеревець білогорлий
Жовточере́вець білогорлий (Chlorocichla simplex) — вид горобцеподібних птахів родини бюльбюлевих (Pycnonotidae). Мешкає в Західній і Центральній Африці.

## Поширення і екологія
Білогорлі жовточеревці поширені від Гвінеї-Бісау до західної Уганди і північної Анголи. Вони живуть в сухих і вологих тропічних лісах, чагарникових заростях і саванах.